# Maryna Litwintschuk
Maryna Wiktarauna Litwintschuk, geb. Pautaran (belarussisch Марына Віктараўна Літвінчук (Паўтаран); * 12. März 1988 in Sotnitschy, Weißrussische SSR, Sowjetunion) ist eine belarussische Kanutin.

## Karriere
Maryna Litwintschuk sicherte sich 2010 ihren ersten internationalen Medaillengewinn, als sie bei den Europameisterschaften in Corvera im Einer-Kajak die Bronzemedaille über 5000 Meter gewann. In derselben Disziplin wurde sie 2010 zudem Vizeweltmeisterin in Posen. Im Jahr darauf gelang ihr bei der Europameisterschaft in Belgrad sogar der Titelgewinn auf der 5000-Meter-Strecke, während sie im Vierer-Kajak auch über 500 Meter siegreich blieb. Die Weltmeisterschaften in Szeged schloss sie in beiden Disziplinen auf dem dritten Platz ab. In Zagreb folgten 2012 bei der Europameisterschaft zweite Plätze im Zweier-Kajak über 200 und über 500 Meter sowie im Vierer-Kajak über 500 Meter.
Litwintschuk gab im selben Jahr ihr Olympiadebüt in London, wo sie in zwei Wettkämpfen antrat. Mit Wolha Chudsenka erreichte sie im Zweier-Kajak das Halbfinale. Als Fünfte verpassten sie zwar das A-Finale knapp, schlossen das B-Finale aber auf dem ersten Platz und damit den Wettbewerb auf dem neunten Gesamtplatz ab. Der Wettkampf im Vierer-Kajak verlief wesentlich erfolgreicher. Zwar misslang die direkte Finalqualifikation, über das Halbfinale schafften Litwintschuk, Wolha Chudsenka, Iryna Pamjalowa und Nadseja Papok aber letztlich doch den Einzug in den Endlauf. In 1:31,4 Minuten überquerten sie hinter Ungarn und Deutschland als drittschnellste Mannschaft die Ziellinie, womit sich die vier Belarussinnen die Bronzemedaille sicherten.
2013 gewann Litwintschuk im Vierer-Kajak auf der 500-Meter-Strecke auch bei den Weltmeisterschaften in Duisburg Bronze. Insgesamt vier Goldmedaillen sicherte sie sich dagegen im selben Jahr bei der Sommer-Universiade in Kasan. Im Folgejahr wurde sie in Brandenburg an der Havel im Zweier-Kajak auf der 200-Meter-Distanz zum dritten Mal Europameisterin. Darüber hinaus belegte sie auf der 5000-Meter-Langstrecke im Einer-Kajak den zweiten Platz. Bei den Weltmeisterschaften 2014 in Moskau gelangen ihr vier Medaillengewinne. Auch bei diesen Wettkämpfen schloss sie das Rennen im Einer-Kajak über 5000 Meter auf dem zweiten Platz ab und gewann jeweils Bronze im Zweier-Kajak über 200 Meter, im Vierer-Kajak über 500 Meter und mit der 4-mal-200-Meter-Staffel im Einer-Kajak.
Ihr bis dato erfolgreichstes Jahr erlebte Litwintschuk 2015. Im Einer-Kajak über 5000 Meter, im Zweier-Kajak über 200 Meter und im Vierer-Kajak über 500 Meter wurde sie sowohl in Mailand dreifache Weltmeisterin als auch in Račice u Štětí dreifache Europameisterin. Bei den erstmals ausgetragenen Europaspielen in Baku sicherte sie sich außerdem im Einer-Kajak über 5000 Meter und im Zweier-Kajak über 200 Meter jeweils die Goldmedaille. Ein Jahr darauf wurden zwar wegen der Olympischen Spiele in Rio de Janeiro keine Weltmeisterschaften ausgetragen, Litwintschuk zeigte aber bei den Europameisterschaften erneut sehr gute Leistungen. Auf der 5000-Meter-Distanz verteidigte sie erfolgreich ihren Titel im Einer-Kajak, während sie im Vierer-Kajak auf der 500-Meter-Strecke die Titelverteidigung als Zweite knapp verpasste. Mit dem Zweier-Kajak belegte sie über 200 Meter und über 500 Meter jeweils den dritten Platz.
Bei den Olympischen Spielen in Rio trat Litwintschuk im Gegensatz zu 2012 in drei Wettbewerben an. Als Zweite ihres Vorlaufs und Gewinnerin ihres Halbfinallaufs erreichte sie im Einer-Kajak den Endlauf, in dem sie als Vierte knapp einen Medaillengewinn verpasste. In einer Laufzeit von 1:54,474 Minuten kam sie mit einem Rückstand von einer Zehntelsekunde auf die drittplatzierte Lisa Carrington ins Ziel. Mit Nadseja Ljapeschka bestritt Litwintschuk die Rennen im Zweier-Kajak. Ihren Vorlauf beendeten sie nur auf Rang vier, gewannen anschließend aber ihren Halbfinallauf in 1:42,285 Minuten. Im Finale blieben sie als Sechste weit hinter den Podesträngen, ihre Laufzeit von 1:46,967 Minuten war 1,7 Sekunden langsamer als die der drittplatzierten Polinnen. Wie schon 2012 gelang Litwintschuk letztlich mit dem Vierer-Kajak ein Medaillengewinn. Mit Marharyta Machnewa, Nadseja Ljapeschka und Wolha Chudsenka gewann sie zunächst ihren Vorlauf und zog direkt in den Endlauf ein. Dort kam es auf den ersten drei Plätzen zu einer Wiederholung der Ergebnisse von 2012: Ungarn gewann erneut die Goldmedaille vor Deutschland, während für die Belarussinnen nach einer Laufzeit von 1:36,908 Minuten der Gewinn der Bronzemedaille blieb.
2017 blieb Litwintschuk erstmals seit 2009 ohne Medaillengewinn, fiel aber aufgrund ihrer Schwangerschaft für den größten Teil der Saison aus. Ein Jahr darauf belegte sie bei den Weltmeisterschaften in Montemor-o-Velho im Einer-Kajak über 5000 Meter den zweiten Platz und sicherte sich bei den Europameisterschaften in Belgrad im Vierer-Kajak auf der 500-Meter-Strecke ebenfalls Silber. Das Jahr 2019 verlief noch erfolgreicher. In Szeged wurde sie im Zweier-Kajak sowohl über 200 als auch über 500 Meter jeweils Weltmeisterin, darüber hinaus schloss sie die Wettkämpfe im Vierer-Kajak über 500 Meter auf dem zweiten Platz und im Einer-Kajak über 5000 Meter auf dem dritten Platz ab. Dieselbe Medaillenbilanz erzielte sie im selben Jahr bei den Europaspielen in Baku. Sie sicherte sich die Goldmedaillen im Einer-Kajak über 5000 Meter und im Zweier-Kajak über 500 Meter, gewann im Vierer-Kajak auf der 500-Meter-Distanz die Silbermedaille und belegte im Zweier-Kajak auf der 200-Meter-Strecke den dritten Rang.
Sie ist seit 2012 mit Artur Litwintschuk verheiratet, der als Kanute 2008 Olympiasieger im Vierer-Kajak wurde. Das Paar hat einen Sohn (* 2018).